# Dorian Dervite
Dorian Dervite (Lille, 1988. július 25. –) francia labdarúgó, jelenleg az angol Tottenham Hotspur játékosa. Tagja volt a francia U19-es válogatottnak, korábban játszott az U15-ös, U16-os, U17-es és U18-as válogatottakban is.

## Pályafutása
Dervite 2006. július 1-jén csatlakozott az angol Tottenham Hotspur csapatához a Lille-től. Első Tottenham gólját debütáló mérkőzésén, egy szezon előtti barátságos mérkőzésen szerezte az Enfield Town ellen. Leginkább az utánpótláscsapatban lépett fel eddig, többek közt a Chelsea és a West Ham ificsapata ellen, ahol gólt is szerzett.
A Tottenham-ben első tétmérkőzését a Port Vale ellen az angol Ligakupa 4. körében játszotta 2006. november 8-án. A mérkőzést 3–1-re nyerte a Spurs.